# Leopold Kronecker
Leopold Kronecker (7 tháng 12 năm 1823 – 29 tháng 12 năm 1891) là một nhà toán học người Đức nổi tiếng với công trình về lý thuyết số và đại số. Ông là học trò và sau đó là bạn suốt đời của Ernst Kummer. Ông cũng có nhiều học trò nổi tiếng, trong số đó có Cantor, nhưng về sau phê phán kịch liệt lý thuyết tập hợp của Cantor.
Tiểu hành tinh 25624 Kronecker được đặt theo tên ông.

## Tác phẩm
- Kronecker, Leopold (1978) [1901], Vorlesungen über Zahlentheorie, Berlin, New York: Springer-Verlag, ISBN 978-3-540-08277-4, MR529431
- Kronecker, Leopold (1968) [1930], Hensel, Kurt (biên tập), Leopold Kronecker's Werke. Bände I–V, New York: Chelsea Publishing Co., MR0237286 {{Chú thích}}: Đã bỏ qua tham số không rõ |origmonth= (trợ giúp)